# Monocristal

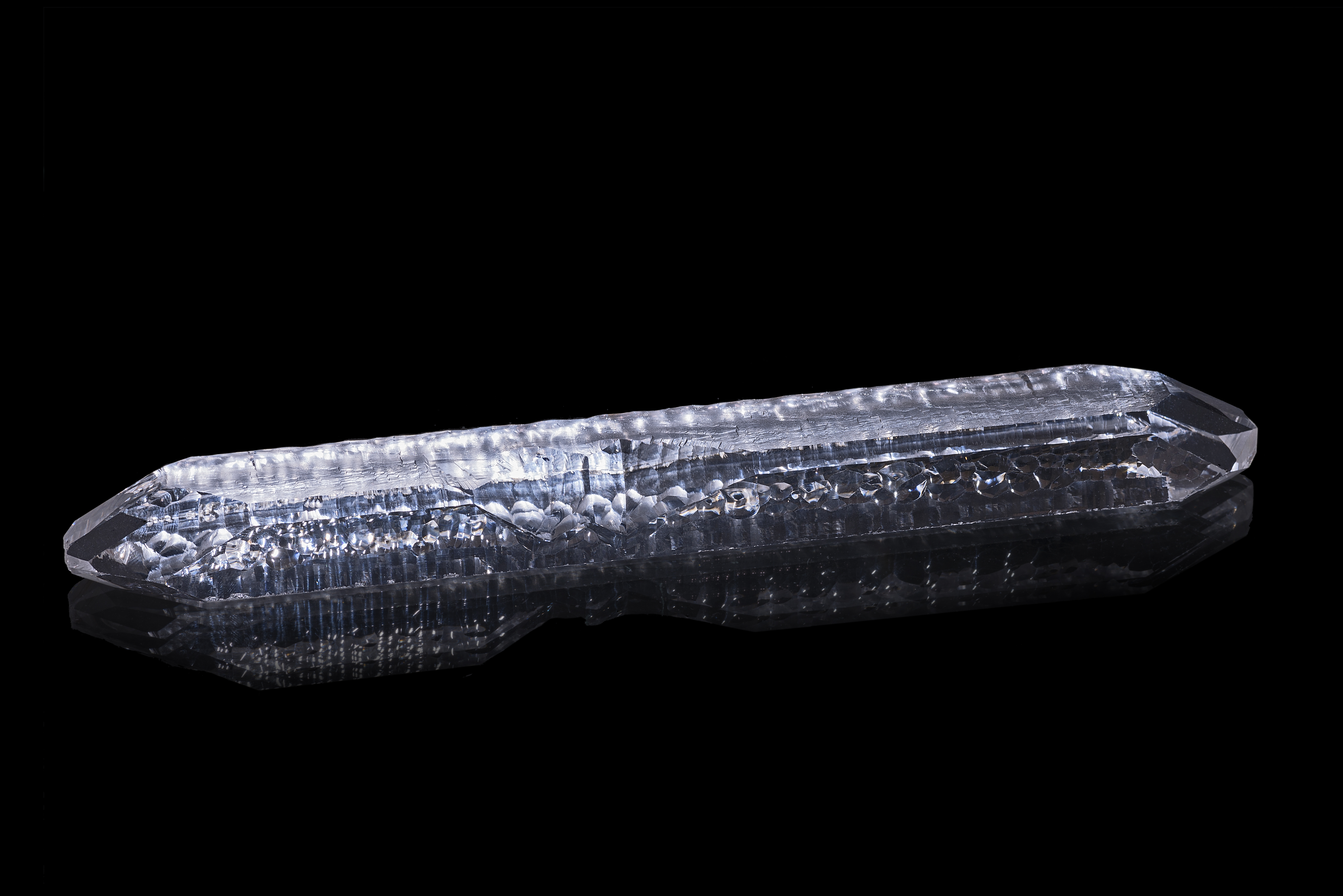
Monocristal de cuarzo sintético

Un monocristal es un material en el que la red cristalina es continua y no está interrumpida por bordes de grano hasta los límites de la muestra. Como los bordes pueden tener efectos importantes en las propiedades físicas de un material, los monocristales tienen interés para la industria y para la investigación académica.
Los efectos de la entropía favorecen la presencia de imperfecciones en la microestructura de los sólidos, como impurezas, tensiones inhomogéneas o defectos cristalográficos como dislocaciones. Sin embargo, este no impide la formación de monocristales, y se conocen especies minerales como el berilo que forman de forma natural monocristales con un diámetro del orden de un metro. En el laboratorio se usan técnicas de crecimiento lento para evitar la nucleación y favorecer el crecimiento lento de monocristales de tamaño adecuado, por ejemplo, para la difracción de rayos X.
En el lado opuesto de un monocristal están los vidrios, estructuras amorfas donde no hay correlación de largo alcance entre las posiciones atómicas. Entre los dos extremos están los materiales policristalinos.